# Сисе, Адольф
Мари Эжен Адольф Сисе (фр. Marie Eugène Adolphe Sicé; 23 декабря 1885, Сен-Пьер, Мартиника, Франция — 21 марта 1957, Базель, Швейцария) — французский военный медик (кандидат медицинских наук), генерал медицинской службы, деятель Движения Сопротивления во Франции.

## Биография
Адольф Сисе родился 23 декабря 1885 года в городе Сен-Пьер. Был младшим сыном губернатора Мартиники. Рано потерял мать, рос с тётей, а его отец вскоре во второй раз женился. Окончил медицинский факультет университета Бордо, в 1909 году стал специалистом по анатомии, а затем окончил Военно-медицинскую школу в Рошфоре спустя два года, в 1911 году стал доктором медицины (кандидат медицинских наук).
Сисе был подмайором медицинской службы 1-го класса и участвовал в военных действиях в Марокко в 1912—1914 годах, был ранен и трижды упоминался в донесениях. Там он встретился впервые с маршалом Юбером Лиоте. В августе 1914 года он был призван в 1-ю смешанную марокканскую дивизию. В июне 1915 года был осколком ранен в ногу у Плесси-де-Руа. В конце 1916 года Адольф Сисе, майор медицинской службы 2-го класса, был отправлен в Камерун для научных исследованиях и начал свои исследования по борьбе против африканского трипаносомоза. Во Францию вернулся в октябре 1918 года, был зачислен в 1-й пехотный колониальный полк, после чего в 1920 году перебрался в Либревиль (ныне Габон) как директор исследовательской лаборатории. Продолжил свою медицинскую деятельность в Форт-Дофине на Мадагаскаре, борясь с эпидемией чумы в 1923—1926 годах.
В 1927 году Сисе возглавил отделение института Пастера в Браззавиле, где работал до 1932 года и к моменту возвращения во Францию стал подполковником медицинской службы. В 1935 году назначен руководителем отдела эпидемиологии и профилактики в Колониальной медицинской школе в Марселе, произведён в полковники медицинской службы. В 1937 году назначен главой санитарной службы Французского Судана, на этом посту занимался исследованиями в области жёлтой лихорадки и менингита спинного мозга.
В 1939 году Сисе был назначен генералом медицинской службы и главой санитарной службы при 15-м армейском корпусе французской армии, возглавляя медицинскую службу до апреля 1940 года. После капитуляции Франции в июне 1940 года примкнул к Движению Сопротивления генерала Шарля де Голля и с июня по август работал в Экваториальной Африке, создал движение Sao Breiz в Бретани в поддержку Сражающейся Франции. 5 сентября 1941 года судом коммуны Ганна, лояльным Вишистской Франции, заочно приговорён к смертной казни как государственный изменник.
В октябре 1940 года Сисе был назначен директором санитарной службы «Сражающейся Африки» (отделение «Сражающейся Франции» в колониях) и членом Совета обороны Империи. 7 февраля 1941 году Сисе был на самолёте, который потерпел катастрофу под городом Битам, и только чудом выжил: подполковник Андре Паран, летевший с ним, погиб на месте. В июле 1941 года Сисе назначен верховным комиссаром «Сражающейся Африки», 1 августа 1941 года за свою деятельность награждён французским Орденом освобождения. В июне 1942 года оставил пост верховного комиссара после поездки в США и перебрался в Лондон, где в июле 1942 года был назначен по распоряжению Де Голля генеральным инспектором санитарной службы. В феврале 1943 года участвовал в миссии в Африке. В 1944 году, находясь на Мадагаскаре, Сисе получил распоряжение создать санитарную службу Союзного экспедиционного корпуса, который собирался совершить высадку в Европе. В декабре 1945 года покинул воинскую службу в звании генерала медицинской службы, в 1946 году назначен президентом Французского Красного Креста.
С февраля 1947 года и до конца жизни возглавлял Институт тропических заболеваний при Базельском университете. С 1952 года состоял в Совете Республики для дальнейшего развития Французского Союза.
Скончался 21 марта 1957 года в одной из клиник Базеля. Перезахоронен в Тулоне, позднее останки перенесены в Париж на кладбище Пасси.
Адольф Сисе был награждён рядом орденов и медалей, в том числе Военными крестами Первой и Второй мировых войн, орденом Почётного легиона (великий офицер), польским Орденом Возрождения Польши, британским Орденом Иоанна Иерусалимского и многими другими.

## Научные труды
- La Trypanosomiase humaine en Afrique intertropicale (préface du professeur Félix Mesnil), Vigot frères, 1937, 306 pages.
- Précis de médecine coloniale (en collaboration avec Charles Joyeux), Masson, 1937, 1250 pages.
- L’Afrique équatoriale française et le Cameroun au service de la France, PUF, 1946.
- Précis de médecine des pays chauds (en collaboration avec Charles Joyeux), Masson, 1950, 1072 pages.